# Ошени
Ошени (грч. Οινόη, до 1927. грч. Όσιανη) је насељено место у општини Костур у периферији Западна Македонија, Грчка. Према попису из 2021. године било је 419 становника.
Према бугарском географу и историчару, Василу Канчову, у Горњем Папратску је 1900. године живело 120 Словена хришћана и 550 Словена муслимана. Године 1924. муслиманско становништво је принудно исељено у Турску а на њихово место су насељене грчке избеглице из Турске, укупно 572 особе. На попису из 1940. од 990 житеља, број Словена је био око 70.